# Amstrad
Amstrad was een Brits computerbedrijf dat in 1968 werd opgericht door Alan Sugar.

## Beschrijving

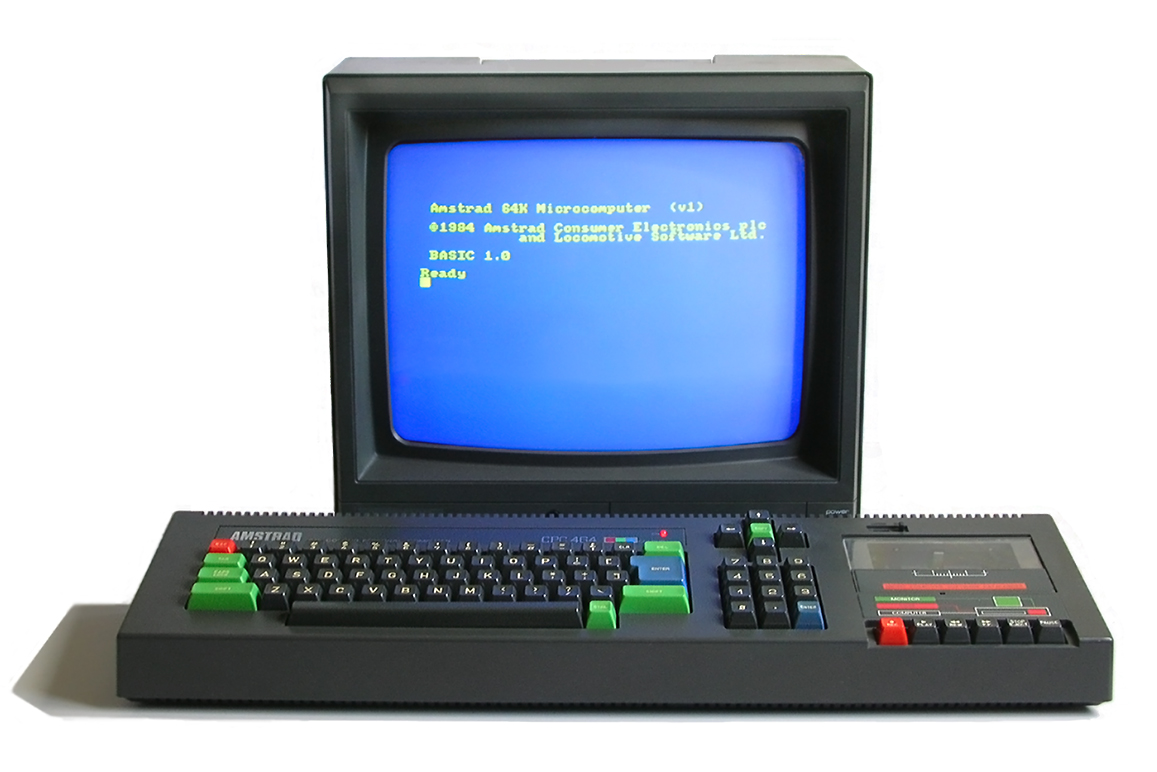
Amstrad CPC 464 (1984)

Amstrad werd door Sugar opgericht toen hij 21 jaar oud was. De naam is een samentrekking van Alan Michael Sugar Trading. Aanvankelijk startte Sugar met het bouwen van consumentenelektronica zoals cassettedecks, televisies en autoradio's.
In april 1980 werd Amstrad een beursgenoteerd bedrijf aan de London Stock Exchange. Het bedrijf groeide hard in het begin van de jaren 80 van de twintigste eeuw. Het ging zelfontworpen homecomputers produceren in een poging om te concurreren met populaire computers van Commodore en Sinclair. Het bedrijf bracht in 1984 de Amstrad CPC uit, een serie homecomputers met een kleurenbeeldscherm.
Opmerkelijk was dat Amstrad in april 1986 de rechten had gekocht van Sinclair om wereldwijd computers te mogen produceren en verkopen met de Sinclair-merknaam. De overeenkomst bleek al kostendekkend te zijn met de verkoop van Sinclair-computers die nog in het magazijn stonden. Het bracht twee nieuwe varianten uit van de ZX Spectrum met een cassettespeler en een met diskettestation.
Amstrad bracht in 1986 computers uit die compatibel waren met de IBM PC-standaard. Het bleek een succes en Amstrad verkreeg een marktaandeel van 25%. In 1988 deed het een poging om betaalbare draagbare pc's te produceren. Deze modellen, de PPC512 en PPC640, draaiden op MS-DOS op een 8 MHz-processor.

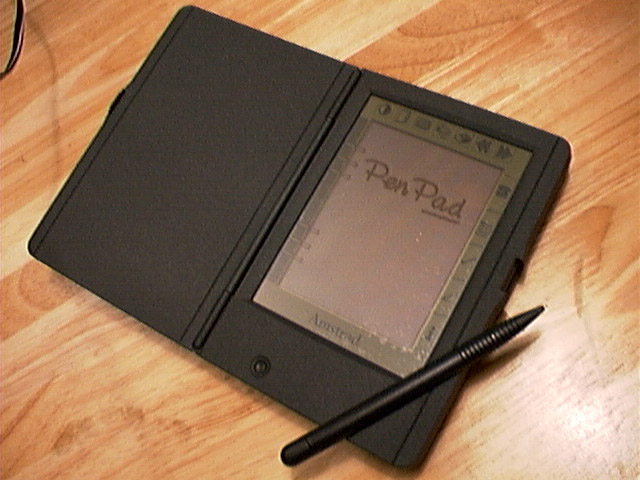
Amstrad PenPad (1993)

Vanaf begin jaren 90 deed Amstrad enkele pogingen in de spelcomputermarkt, zoals met de Amstrad GX4000 en de hybride Amstrad Mega PC, maar deze bleken niet voldoende commercieel succesvol. Het ging zich richten op telecommunicatie en Amstrad nam enkele bedrijven over om deze positie te verstevigen. Het bedrijf was een grote leverancier van settopboxes voor kabelbedrijf Sky.
In juli 2007 werd bekendgemaakt dat British Sky Broadcasting (Sky Limited) Amstrad overnam voor 125 miljoen Britse pond.

## Producten
Amstrad produceerde onder meer:
- CPC-serie (homecomputers)
- PPC-serie (personal computers)
- GX4000 (spelcomputer)
- PCW-serie (tekstverwerkers)
- PDA 600 Pen Pad (PDA)
- Settopboxes